# Colección local
Una colección local es, en Biblioteconomía (o Bibliotecología), un fondo bibliográfico referente a la localidad en la que se encuentra la biblioteca. Es especialmente importante en la biblioteca pública.

## Constitución de la colección local
Está constituido por monografías, publicaciones periódicas (y los artículos referentes a la población), registros en formatos electrónicos, opúsculos, trípticos, etc. Este fondo o colección local es, en muchas ocasiones, el único que cuenta con publicaciones que no están sometidas a control bibliográfico (ediciones sin depósito legal, por ejemplo).

## Otras denominaciones
Algunos autores llaman a la colección local el fondo local.